# No war
No war is een artistiek kunstwerk in Amsterdam-West.
Het is een zogenaamd respectmonument van de hand van kunstenaar Remco Swart. Het is geplaatst op het elektriciteitshuisje op het Balboaplein. Het stamt uit 2005 met een onthulling op 22 juni van dat jaar door onder andere wethouder (diversiteit, educatie en jeugd) Ahmed Aboutaleb. Volgens de opgave van Swart bestaat het uit drie lagen:
- de eerste laag is van verre zichtbaar; in graffitistijl is te lezen No war naar een voorstel en collage van Marvin Linger
- de tweede laag bestaat uit een bloemenpracht, waarbij de bloemen afkomstig zijn uit de thuislanden van de buurtbewoners
- de derde laag is alleen van dichtbij te zien; het gehele kunstwerk is opgebouwd uit foto’s van deelnemende buurtbewoners.

Het bestaat uit keramische tegels met keramische inkt en is met hout omlijst. Het kunstwerk kwam naar aanleiding van een verstoring door jeugd van de dodenherdenking 2004. Het was een voortvloeisel van het gebrek aan onderwijs op dit gebied. De verstoring werd aangegrepen op de nabijgelegen school dieper op de materie in te gaan, waarbij ook de bijdrage vanuit de thuislanden van de immigranten uit de wijk werd besproken. Er werden toen ook ideeën gevraagd voor een eventueel kunstwerk. 
Bij het kunstwerk van 30.000 euro hoort een plaquette met de tekst:

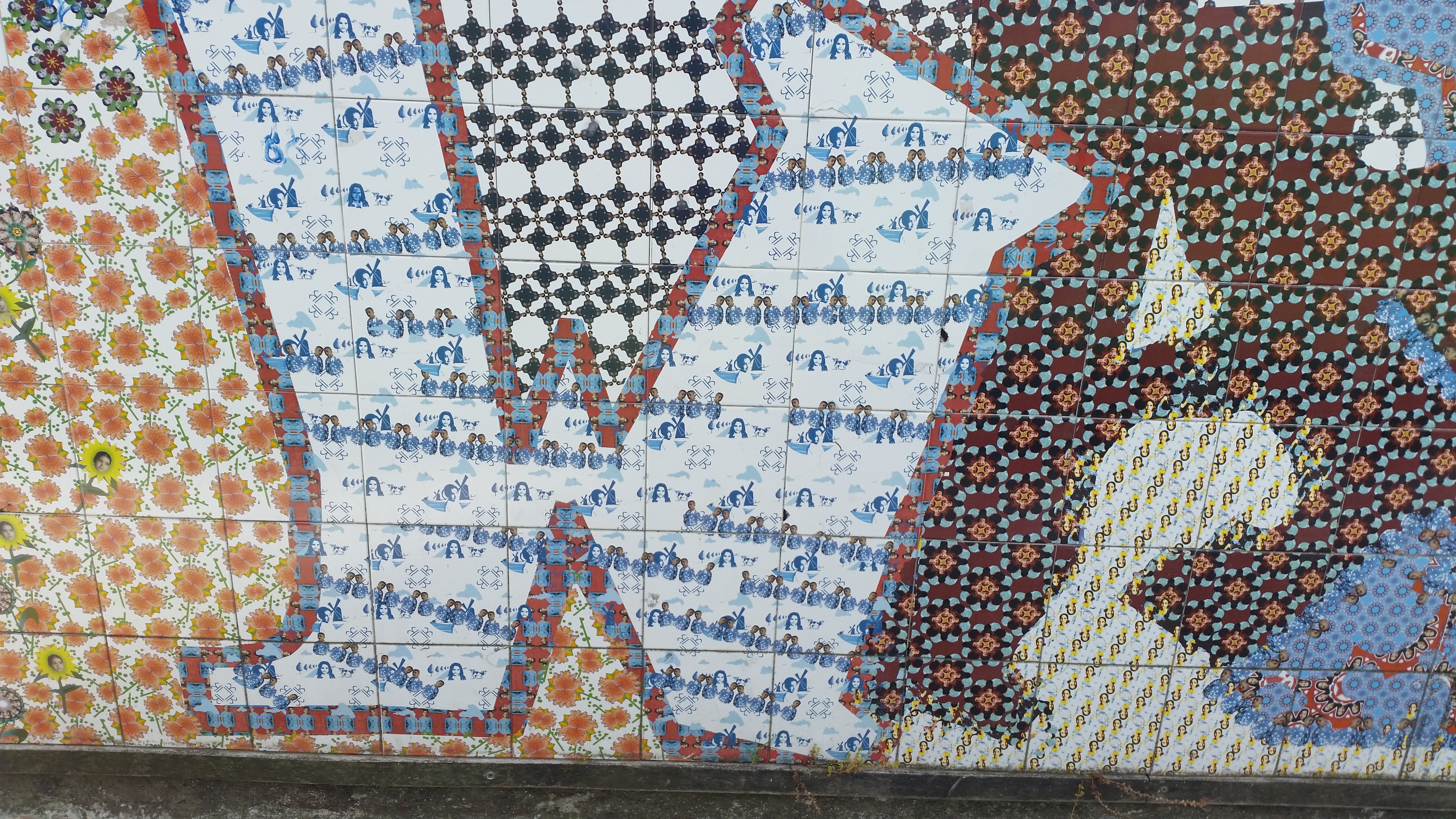
”WA” van No war (juli 2020)

Respectmonument
”No war” 
naar idee van de Amsterdamse scholier
Marvin Linger
Concert en ontwerp – Remco Swart
in opdracht van de gemeente Amsterdam
in samenwerking met Stadsdeel De Baarsjes
22 juni 2005.